# سليمان ميرزا (ابن طهماسب الأول)
سليمان ميرزا (الفارسية: سلیمان میرزا؛ مواليد 28 آذار 1554، في نخجوان - توفي 30 تشرين الأول 1576) كان أميرًا صفويًا. وهو ابن الملك طهماسب الأول (حكم من عام 1524 إلى عام 1576) من زوجته القوموقية سلطان آقا خانم، عمل لعدة سنوات كمسؤول، وشغل منصب الحاكم (الحاكم) في شيراز (1555-1557/58، تحت حكم اللالات) ومشهد (1567-1573، تحت حكم اللالات أيضًا). من أقربائه أخته الشقيقة باري خان خانوم، وعمه القوموقي شمخال سلطان؛ وكلاهما شخصيتان محوريتان للغاية في الشؤون الصفوية خلال النصف الأخير من القرن السادس عشر.
خلال السنوات القليلة الأخيرة من حياة طهماسب الأول، عندما كانت المنافسة المطولة على العرش واضحة، فضلًا عن الكثير من التنافس على المنصب من قبل الفصائل المتنافسة، قرر عدد من زعماء القزلباش، في عام 1574، دعم سليمان ميرزا علنًا باعتباره الوريث الواضح. عندما تولى أخوه غير الشقيق إسماعيل ميرزا صفوي (الذي خلفه باسم إسماعيل الثاني) العرش في 22 آب 1576، أمر الأخير بقتل أو تعمية أي أمير من الدم الملكي يمكن أن يصبح مركزًا لمؤامرة ضده بشكل منهجي. ونتيجة لذلك، قُتل سليمان ميرزا في 30 تشرين الأول 1576 بأمر أخيه غير الشقيق. ودُفن في مرقد زاده حسين الرضا في قزوين، العاصمة الملكية آنذاك.